# Jan Renders (voetballer)
Johannes Henricus (Jan) Renders (Eindhoven, 11 februari 1938) is een Nederlands voormalig voetballer die als verdediger speelde.
Renders, die afkomstig was uit de Eindhovense wijk Woensel, kwam van 1956 tot 1964 uit voor PSV. Hij maakte daarmee deel uit van de ploeg die in 1962/63 voor het eerst in de clubhistorie kampioen werd in de Eredivisie. In het seizoen 1964/65 maakte Renders de overstap naar GVAV. Hij zal daar tot halverwege 1968 spelen. Hij eindigde zijn loopbaan bij Helmond Sport. Tussen 1959 en 1962 kwam Renders vijf keer uit voor het Nederlands voetbalelftal.
Jan Renders is een achterneef van Bud Brocken, die ook veel thuiswedstrijden in het Oosterpark-stadion speelde. 
Na zijn spelersloopbaan trainde hij verschillende clubs in het amateurvoetbal, waaronder VV Gemert, VV De Valk, RKSV Schijndel, opnieuw VV Gemert, RKSV Mierlo-Hout, NWC, Stiphout Vooruit en RKVV Nederwetten.

## Erelijst
| Landskampioen | 1x | 1962/63 |